# Electroadhesión
Electroadhesión es el término dado al efecto electroestático de adhesión o unión entre dos superficies sometidas a un campo eléctrico. Sus aplicaciones se extienden a retener el papel en las superficies de impresión de los plotter, la adhesión de robots a diferentes superficies, etc. Hoy día existen ya robots capaces de usar esta tecnología para escalar paredes de todo tipo de materiales de construcción, desarrollando una presión de anclado de 0,5 a 1,5 N/cm².
La electroadhesión puede ser dividida en 2 formas básicas: la que se refiere a los materiales con cierta o elevada conductividad eléctrica donde las leyes generales de capacidad eléctrica se mantienen (D = E · ε) y la que se refiere a los materiales llamados dieléctricos, donde se necesita aplicar teorías de la electroestática más avanzadas (D = E · ε + P).